# Manzanal del Puerto
Manzanal del Puerto es una localidad de la provincia de León que pertenece al ayuntamiento de Villagatón, en la comarca de La Cepeda.
Tiene, a 31 de diembre de 2021, una población de 58 habitantes, 28 hombres y 30 mujeres, según el INE.

## Comunicaciones
Pasa próxima al pueblo la autovía  A-6  que conecta Galicia con Madrid, proporcionando un acceso muy sencillo a la población.
La carretera nacional  N-6  pasa algo más cerca del pueblo, y el antiguo trazado, denominado ahora  N-006 A , es el que da acceso al mismo, atravesándolo.
A escasa distancia del pueblo ambas vías de comunicación atraviesan el Puerto del Manzanal, que da paso a la comarca de El Bierzo desde la Meseta del Duero, y de la cuenca hidrográfica del Duero a la del Sil.

## Servicios
Junto a las rotondas de conexión existen tres estaciones de servicio.